# Jean Orchampt
Jean Pierre Marie Orchampt (ur. 9 grudnia 1923 w Vesoul, zm. 21 sierpnia 2021 w Angers) – francuski biskup katolicki, emerytowany biskup Angers (od 2000). Święcenia kapłańskie przyjął 29 czerwca 1948 roku i został inkardynowany do archidiecezji Besançon. Mianowany biskupem pomocniczym archidiecezji Montpellier przez Pawła VI. W latach 1974–2000 pełnił funkcję biskupa diecezjalnego Angers.